# Олешів (гміна)
Ґміна Олєшув — адміністративна субодиниця Тлумацького повіту Станіславського воєводства. Утворена 1 серпня 1934 року згідно з розпорядженням Міністерства внутрішніх справ РП від 26 липня 1934 за підписом міністра Мар'яна Зиндрама-Косьцялковського. Центр — Олешів.

## Короткі відомості
Утворена на території попередніх самоврядних сільських ґмін Братишув, Букувна, Олєшув, Остриня, Палагіче. Згідно адміністративної реформи, село Олешів стало центром сільської ґміни Олєшув.
У 1934 р. територія ґміни становила 84,73 км². Населення ґміни станом на 1931 рік становило 8 466 осіб. Налічувалось 1 762 житлові будинки.
Ґміна ліквідована в 1940 р. у зв'язку з утворенням Тлумацького району.